# Tweede Kamerverkiezingen 1952
De Tweede Kamerverkiezingen 1952 waren verkiezingen in Nederland voor de Tweede Kamer der Staten-Generaal. Zij vonden plaats op 25 juni 1952.
De verkiezingen werden gehouden als gevolg van de afloop van de zittingstermijn van de Tweede Kamer die gekozen was bij de Tweede Kamerverkiezingen van 1948.

## Uitslag

### Opkomst en kiesdeler
|                          | 1948      | 1948      | 1952      | 1952  |
| # stemmen                | %         | # stemmen | %         |       |
| ------------------------ | --------- | --------- | --------- | ----- |
| Kiesgerechtigden         | 5.433.633 |           | 5.792.679 |       |
| Niet opgekomen           | 344.051   | 6,33      | 290.953   | 5,02  |
| Opkomst                  | 5.089.582 | 93,67     | 5.501.726 | 94,98 |
| Blanco/ongeldige stemmen | 156.625   | 3,08      | 165.981   | 3,02  |
| Geldige stemmen          | 4.932.957 | 96,92     | 5.335.745 | 96,98 |
| Kiesdeler                | 49.330    | -         | 53.358    | -     |

### Verkiezingsuitslag naar partij
Bij deze verkiezingen behaalde de PvdA van premier Drees een goed resultaat. Dankzij winst van drie zetels kwam zij gelijk met de KVP (die twee zetels verloor) en qua stemmenaantal streefde zij de KVP voorbij.
De VVD won een zetel en oppositiepartij ARP verloor één zetel. De CPN zag haar aanhang teruglopen en ging van acht naar zes zetels. De KNP won een zetel.
| Partij                   | Partij                                  | 1948      | 1948  | 1948   | 1952      | 1952  | 1952   | verschil | verschil |
| Partij                   | Partij                                  | # stemmen | %     | zetels | # stemmen | %     | zetels | %        | zetels   |
| ------------------------ | --------------------------------------- | --------- | ----- | ------ | --------- | ----- | ------ | -------- | -------- |
|                          | PvdA                                    | 1.263.058 | 25,60 | 27     | 1.545.867 | 28,97 | 30     | +3,37    | +3       |
|                          | KVP                                     | 1.531.154 | 31,04 | 32     | 1.529.508 | 28,67 | 30     | -2,37    | -2       |
|                          | ARP                                     | 651.612   | 13,21 | 13     | 603.329   | 11,31 | 12     | -1,90    | -1       |
|                          | CHU                                     | 453.226   | 9,19  | 9      | 476.195   | 8,92  | 9      | -0,27    | 0        |
|                          | VVD                                     | 391.923   | 7,94  | 8      | 471.040   | 8,83  | 9      | +0,89    | +1       |
|                          | CPN                                     | 382.001   | 7,74  | 8      | 328.621   | 6,16  | 6      | -1,58    | -2       |
|                          | KNP                                     | 62.376    | 1,26  | 1      | 144.520   | 2,71  | 2      | +1,45    | +1       |
|                          | SGP                                     | 116.937   | 2,37  | 2      | 129.081   | 2,42  | 2      | +0,05    | 0        |
|                          | GPV                                     | -         | -     | -      | 35.497    | 0,67  | 0      | +0,67    | 0        |
|                          | Middenstandspartij                      | 40.949    | 0,83  | 0      | 25.127    | 0,47  | 0      | -0,36    | 0        |
|                          | Partij voor Recht, Vrijheid en Welvaart | -         | -     | -      | 18.990    | 0,36  | 0      | +0,36    | 0        |
|                          | Socialistische Unie                     | -         | -     | -      | 18.010    | 0,34  | 0      | +0,34    | 0        |
|                          | Jong Conservatief Verband               | -         | -     | -      | 9.960     | 0,19  | 0      | +0,19    | 0        |
| overige partijen in 1948 | overige partijen in 1948                | 39.721    | 0,81  | 0      | -         | -     | -      | -0,81    | 0        |
| Totaal                   | Totaal                                  | 4.932.957 | 100   | 100    | 5.335.745 | 100   | 100    | 0        | 0        |

## Kabinetsformatie
De kabinetsformatie, waarbij onder andere de bezetting van de post van Buitenlandse Zaken een knelpunt was (uiteindelijk kwamen er twee ministers van Buitenlandse Zaken), leidde tot het tweede kabinet-Drees. In deze combinatie werd de VVD vervangen door de ARP.
*1848 · *1850 · **1852 · *1853 · **1854 · **1856 · **1858 · **1860 · **1862 · **1864 · **1866 (I) · *1866 (II) · *1868 · **1869 · **1871 · **1873 · **1875 · **1877 · **1879 · **1881 · **1883 · *1884 · *1886 · *1887 · *1888 · 1891 · *1894 · 1897 · 1901 · 1905 · 1909 · 1913 · *1917 · *1918 · 1922 · 1925 · 1929 · *1933 · 1937 · *1946 · *1948 · 1952 · 1956 · *1959 · 1963 · *1967 · 1971 · *1972 · 1977 · 1981 · *1982 · 1986 · *1989 · 1994 · 1998 · 2002 · *2003 · *2006 · *2010 · *2012 · 2017 · 2021 · *2023
* Algemene verkiezingen in verband met (vervroegde) ontbinding van de Tweede Kamer
** Periodieke verkiezingen in verband met het einde van de zittingstermijn van de helft van de Tweede Kamerleden